# Mihajlo Cvetković
Mihajlo Cvetković (Servisch: Михајло Цветкови) (Niš, 10 januari 2007) is een Servisch voetballer die bij voorkeur als aanvaller speelt. Sinds 2025 staat hij onder contract bij RSC Anderlecht. Cvetković maakte in 2025 zijn debuut voor het Servisch voetbalelftal.

## Clubcarrière
Cvetković speelde in de jeugd bij Šampion Nais en FK Čukarički. In januari 2022 tekende hij zijn eerste profcontract. In februari 2023 kreeg hij een contractverlenging tot 2026. Op 4 september 2023 debuteerde hij voor FK Čukarički tegen FK Železničar Pančevo. In zijn eerste seizoen scoorde de Serviër vier doelpunten in dertig wedstrijden in alle competities. Op 4 november 2024 maakte hij na negen seconden het snelste doelpunt ooit in de Servische SuperLiga, tegen FK Železničar Pančevo. Op 23 april 2025 tekende hij een vierjarig contract bij RSC Anderlecht.